# Chocontá
Chocontá és un municipi del departament de Cundinamarca, Colòmbia, situat a la província de Almeidas, de la qual és capital.
Es troba a 75 km al nord-est de Bogotà, ciutat amb la qual es connecta per la Troncal Central del Nord (Ruta Nacional 55). L'altitud mitjana és de 2689 m.s.n.. El clima és temperat, amb una temperatura mitjana anual de 13 °C, presentant abundants pluges durant l'any.
Limita pel nord amb Villapinzón i Cucunubá, pel sud amb Sesquilé i Machetá, per l'est amb Machetá i Tibirita, i per l'oest amb Suesca.
El topònim «Chocontá» deriva del muisca (idioma muisca), i pot traduir-se com «conreu de l'aliat bo», o també, «conreu de la bona aliança».

## Història

### Època precolombina

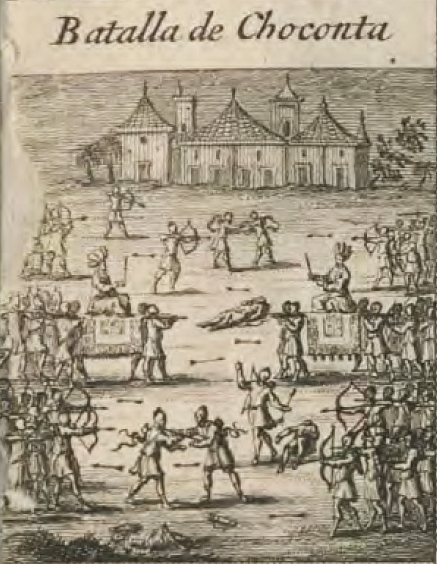
La Batalla de Chocontá imaginada pels europeus en un gravat de l'edició d'Anvers (1688) de la Història general de les conquestes del Nou Regne de Granada, de Lucas Fernández de Piedrahita.

En l'època precolombina, el territori de Chocontá va estar habitat pels muiscas, pels qui era un dels onze uta (poblats o llogarets) que integraven el zybyn (clan) de Guatavita, al territori del Zipazgo (Confederació Muisca). La seva importància va ser estratègica a causa que era un territori fronterer entre el Zipazgo, els territoris muiscas independents del nord-oest, i el Zacazgo. A causa d'aquesta condició de punt fronterer, el Zipa tenia en Chocontá una guarnició militar permanent i un centre de proveïment.
Existia un camí que conduïa directament des de Funza (capital del Zipazgo i del zybyn de Bacatá) fins a Chocontá, i d'allà fins a Hunza (actual Tunja), capital del Zacazgo. Aquest camí va ser mantingut després pels espanyols, que ho van convertir en "Camino Real".
En 1490 va tenir lloc la Batalla de Chocontá, en la qual el Zipa Saguamanchica, al comandament de 50.000 güechas (guerrers muiscas), va decidir atacar al Zaque Michuá, després de setze anys d'una tibant pau entre el Zipazgo i el Zacazgo. En assabentar-se de l'ofensiva de Saguamanchica, el Zaque es va dirigir ràpidament a Chocontá, on va arribar abans que el Zipa, la qual cosa va ser aprofitada per Michuá per proveir-se i descansar. Mentre, Saguamanchica va arribar a Sopó, on el seu Tybaragüe (governant local) era un gran aliat seu; allà va reunir un exèrcit de 50.000 güechas i immediatament va partir cap a Chocontá. La batalla va durar només tres hores, i va ser sagnant. Al final van guanyar les tropes del Zipa, però Saguamanchica i Michuá van morir enmig del combat, encara que el Zipa va aconseguir veure el triomf del seu exèrcit.

### Conquesta i colònia

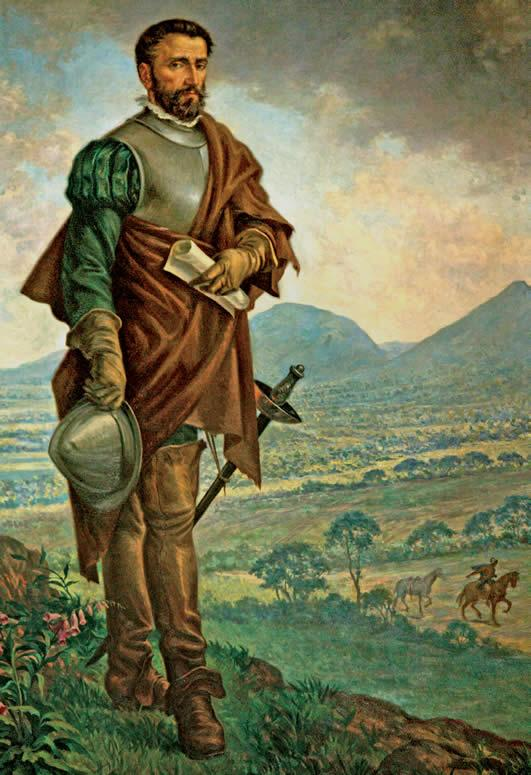
Gonzalo Jiménez de Quesada va arribar a Chocontá el 9 de juny de 1537.

A A Chocontá van arribar els espanyols, al comandament de Gonzalo Jiménez de Quesada, el 9 de juny de 1537, dia de Pentecosta, festa que va celebrar amb una missa el pare Fra Domingo de les Cases, qui li va donar al territori el nom de "Poble de l'Esperit Sant". Els cronistes espanyols van registrar que, en arribar Jiménez de Quesada a Chocontá, hi havia un gran nombre d'habitatges i una població abundant. El poblat estava situat enfront de l'actual, a l'altre costat del riu Funza (antic nom del riu Bogotà), en el lloc que avui es coneix com a Poble Vell.
El 6 de setembre de 1563, per mandat de l'oïdor Tomás López, va ser fundat el poble amb el nom de Santiago de Chocontá, i l'Imperi Espanyol li va concedir el títol de Lleial i Noble Vila. En 1573 el poble va ser traslladat des del lloc de Pueblo Viejo fins al lloc que ocupa en l'actualitat.

### Època republicana
El 9 d'agost de 1819, Simón Bolívar va arribar a Chocontá i es va allotjar en la actual Casa de la Cultura, després del triomf obtingut en la batalla de Boyacá dos dies abans. El 1854, Chocontá va ser la seu presidencial de la República de Nova Granada, i el 21 d'abril d'aquest mateix any va ser proclamat Tomás Herrera com a president de la República a la Casa de la Cultura.

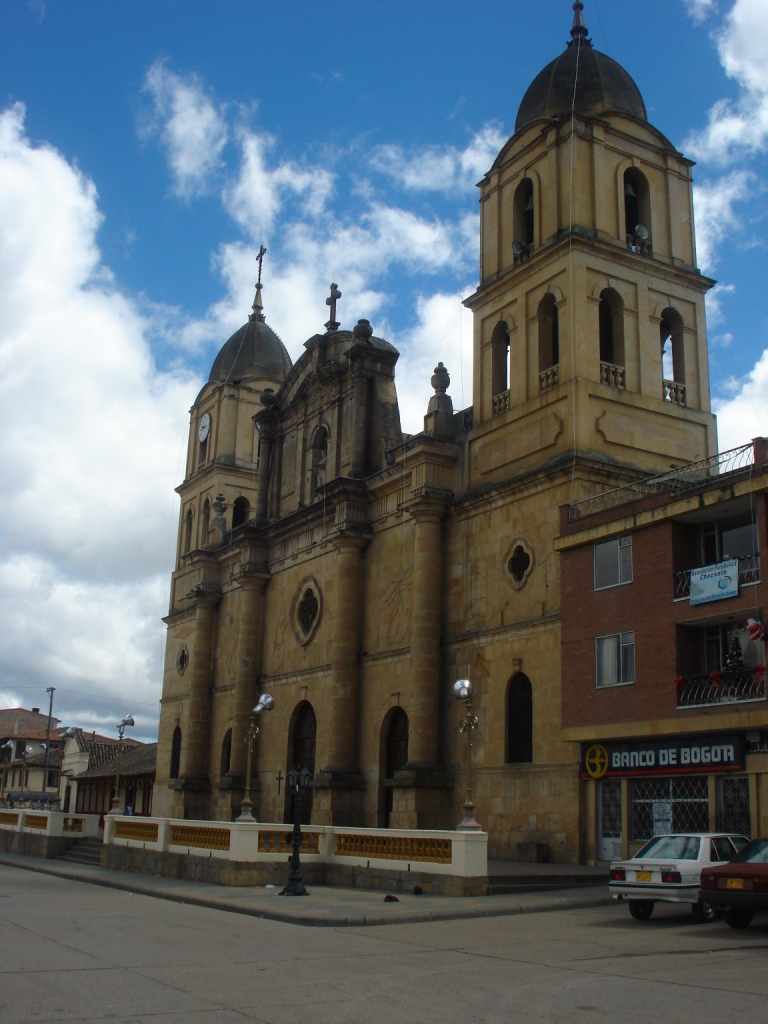
Església Nuestra Señora de Chocontá.